# Mycalesis circella
Mycalesis circella är en fjärilsart som beskrevs av Hans Fruhstorfer 1911. Mycalesis circella ingår i släktet Mycalesis och familjen praktfjärilar. Inga underarter finns listade i Catalogue of Life.